# Joe McBride
Joe McBride (né le 10 juin 1938 à Glasgow en Écosse mort le 11 juillet 2012 dans la même ville) est un joueur de football écossais.

## Palmarès
Celtic FC
- Vainqueur de la Coupe d'Europe des clubs champions (1) :
  - 1967.
- Champion du Championnat d'Écosse de football (3) :
  - 1966, 1967 & 1968.
- Meilleur buteur du Championnat d'Écosse de football (1) :
  - 1966: 31 buts.
- Vainqueur de la Scottish Cup (1) :
  - 1967.
- Finaliste de la Scottish Cup (1) :
  - 1966.